# U-149 (1940)
U-149 – niemiecki okręt podwodny (U-Boot) typu II D z okresu II wojny światowej. Okręt wszedł do służby w listopadzie 1940 roku.

## Historia
Wykorzystywany głównie jako jednostka szkolna. Podczas jedynego patrolu bojowego zatopił jeden okręt przeciwnika – sowiecki okręt podwodny M-99 (206 t).
Poddany 5 maja 1945 roku na wyspie Helgoland, przebazowany z Wilhelmshaven do Loch Ryan w Szkocji. Zatopiony 21 grudnia 1945 roku podczas operacji Deadlight ogniem artyleryjskim niszczyciela ORP „Piorun”.